# 卷柱头薹草
卷柱头薹草（学名：Carex bostrychostigma）为莎草科薹草属下的一个种。分布于朝鲜、俄罗斯远东地区、日本以及中国大陆的陕西、浙江、吉林、辽宁等地，生长于海拔220米至1,000米的地区，多生长在水沟边、沼泽地和路边湿地，目前尚未由人工引种栽培。

## 扩展阅读
- 維基物種上的相關：卷柱头薹草